# L'antidoto (album)
L'antidoto è il quarto album in studio del rapper italiano Inoki, pubblicato il 13 febbraio 2014 dalla Rap Pirata.

## Descrizione
L'album è caratterizzato da numerose collaborazioni, in cui sono presenti gli Assalti Frontali, il rapper M1 dei Dead Prez, il sassofonista Tino Tracanna, le cantanti Awa Mirone e Giulia Spallino e il rapper Nunzio Streetchild.

## Promozione
Il 31 luglio 2012 venne anticipata l'uscita del disco, originariamente programmata per l'autunno dello stesso anno, con un demo caricato su YouTube del primo brano della traccia Siamo uno. Il 9 novembre 2012 uscì il singolo L'antidoto, contenente anche il brano Cosa ci aspetta. Il 30 luglio 2013 ha reso disponibile per l'ascolto su YouTube il brano Le tue bugie, mentre il 10 novembre ha rivelato di aver ultimato il disco, dichiarando che presto sarebbe stato disponibile presso i negozi.
Il 13 febbraio 2014, dopo quasi due anni di attesa, fu pubblicato per Rap Pirata/Bonnot Music distribuito da Goodfellas Records.

## Tracce
1. L'antidoto – 4:36
2. Dirty Pirates (feat. M1 of Dead Prez) – 4:05
3. Va sconfitto – 5:40
4. Weekend infinito – 3:47
5. Cielo terso (feat. Tino Tracanna) – 4:49
6. Casa dolce casa – 4:12
7. Le tue bugie – 3:39
8. Mi sento vivo – 4:04
9. Siamo uno (feat. Awa Mirone) – 5:07
10. Mai schiavo (feat. Assalti Frontali) – 5:09
11. Cosa ci aspetta – 3:45
12. Una via (feat. Nunzio Streetchild & Tino Tracanna) – 5:14

## Formazione
- Inoki – voce
- M1 – voce aggiuntiva (traccia 2)
- Tino Tracanna – sassofono (traccia 5-12)
- Awa Mirone – voce aggiuntiva (traccia 9)
- Assalti Frontali – voci aggiuntive (traccia 10)
- Nunzio Streetchild – voce aggiuntiva (traccia 12)